# Theodoor van Loon

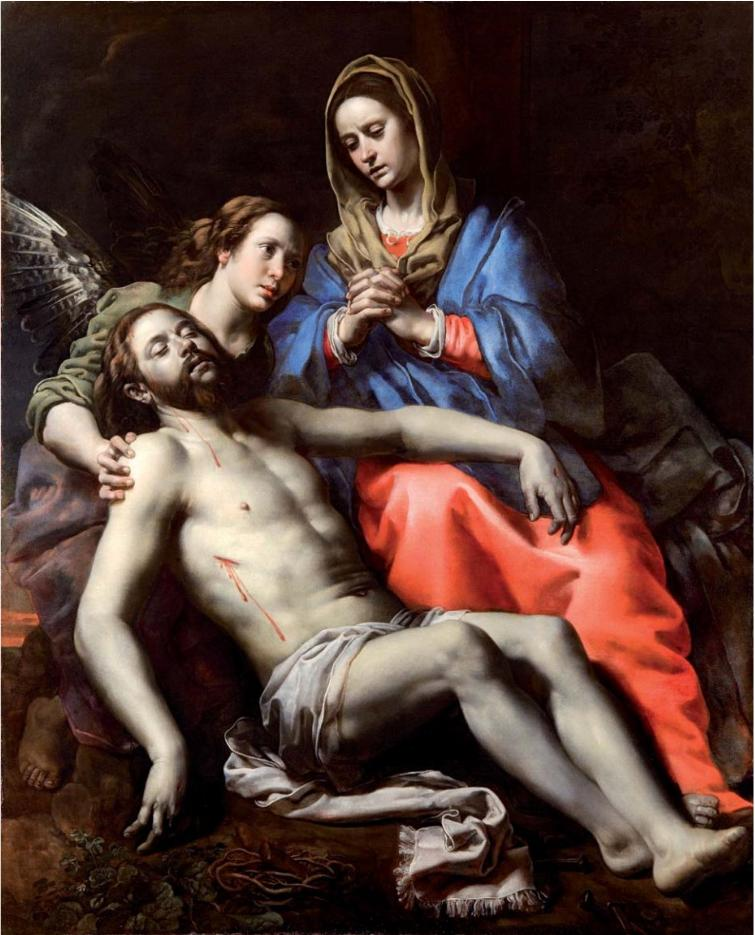
Lamentacja, ok. 1623-28

Theodoor van Loon (ur. 1581 lub 1582 w Erkelenz, zm. 1667 w Leuven) – flamandzki malarz barokowy.
Kilkakrotnie przebywał w Rzymie (ok. 1602–1608, 1617 i 1628–1632), gdzie w 1604 został członkiem Akademii Świętego Łukasza. Malował porządkowo inspirowany twórczością Caravaggia i Baroccia, później znajdował się bardziej pod wpływem Annibale Carracciego i Domenichino, nie uległ natomiast wpływom Rubensa.
Artysta jest znany głównie z monumentalnych kompozycji o tematyce religijnej przeznaczonych dla kościołów Brukseli, Scherpenheuvel i Leuven. Działał też na zlecenie Albrechta VII Habsburga i jego żony Izabeli Habsburg. Jego twórczość odznaczająca się monumentalizmem i idealizacją przedstawianych postaci, uważana jest za czołowe osiągnięcie szkoły brukselskiej w XVII w.
W Muzeum Narodowym w Warszawie znajduje się obraz Powołanie świętego Mateusza, który przypisywany jest Theodoorowi van Loon.

## Wybrane prace
- Pokłon Trzech Króli, Bruksela,
- Narodziny św. Jana Chrzciciela, Rouen,
- Cykl obrazów z życia Marii, Montaigu.